# NGC 1121
NGC 1121 é uma galáxia lenticular (S0) localizada na direcção da constelação de Eridanus. Possui uma declinação de -01° 44' 03" e uma ascensão recta de 2 horas, 50 minutos e 39,1 segundos.
A galáxia NGC 1121 foi descoberta em 9 de Novembro de 1884 por Lewis A. Swift.